# 李天民 (1909年)
李天民（1909年11月26日—1993年6月24日），字仲達。四川省華陽縣人。民國37年（1948年）在四川省第一選區得607577票第一高票當選第一屆立法委員。

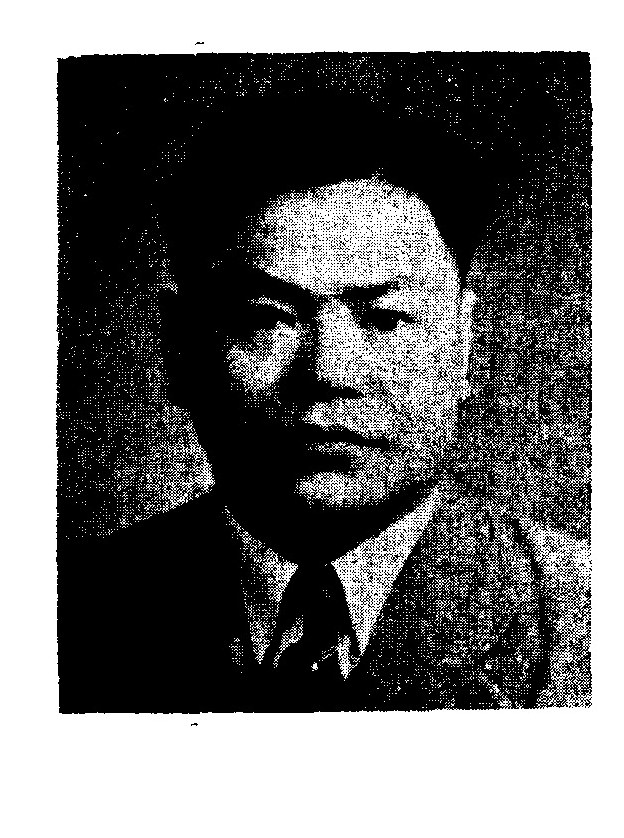
民國四十二年第一屆立法委員名鑑收錄的照片

## 生平[4][5][6]
- 中央陸軍軍官學校武漢分校畢業
- 早稻田大學畢業
- 南京中國日報主筆
- 中國國民黨四川省黨部執行委員
- 三民主義青年團四川支團幹事長
- 制憲國民大會代表

## 著作
- 《中國經濟問題》，李天民，中央陸軍軍官學校成都分校政訓科，1946
- 《5年來中共迫害人權紀實》，李天民，聯合國中國同志會，1955
- 《中共與農民》，李天民，友聯研究所，1958
- 《收復區土地問題的研究》，李天民，中國國民黨中央委員會設計考核委員會，1962
- 《周恩來評傳》，李天民，友聯研究所，1975
- 《林彪評傳》，李天民，明報月刊社，1978
- 《劉少奇傳》
- 《鄧小平正傳》
- 《華國鋒與華國鋒政權》，幼獅文化，1982